# Château normand-souabe de Gioia del Colle
Le château normand-souabe est un château d'origine normande situé dans le centre historique de Gioia del Colle, ville métropolitaine de Bari dans les Pouilles,.
Depuis décembre 2014, le Ministère de la Culture le gère par l'intermédiaire du Centre des Musées des Pouilles, devenu en décembre 2019 la Direction Régionale des Musées.

## Historique

### Origines byzantines
Le noyau le plus ancien du château, correspondant à l'aile nord, est de l'époque byzantine et remonte au IXe siècle. Il s'agissait d'une enceinte fortifiée de forme rectangulaire en pierre calcaire. Il y avait une petite cour, adjacente au mur sud, qui s'ouvrait vers l'extérieur sur l'actuelle Piazza dei Martiri de 1799. Le château avait pour fonction principale d'abriter la population lors des incursions des ennemis.

### Période normande

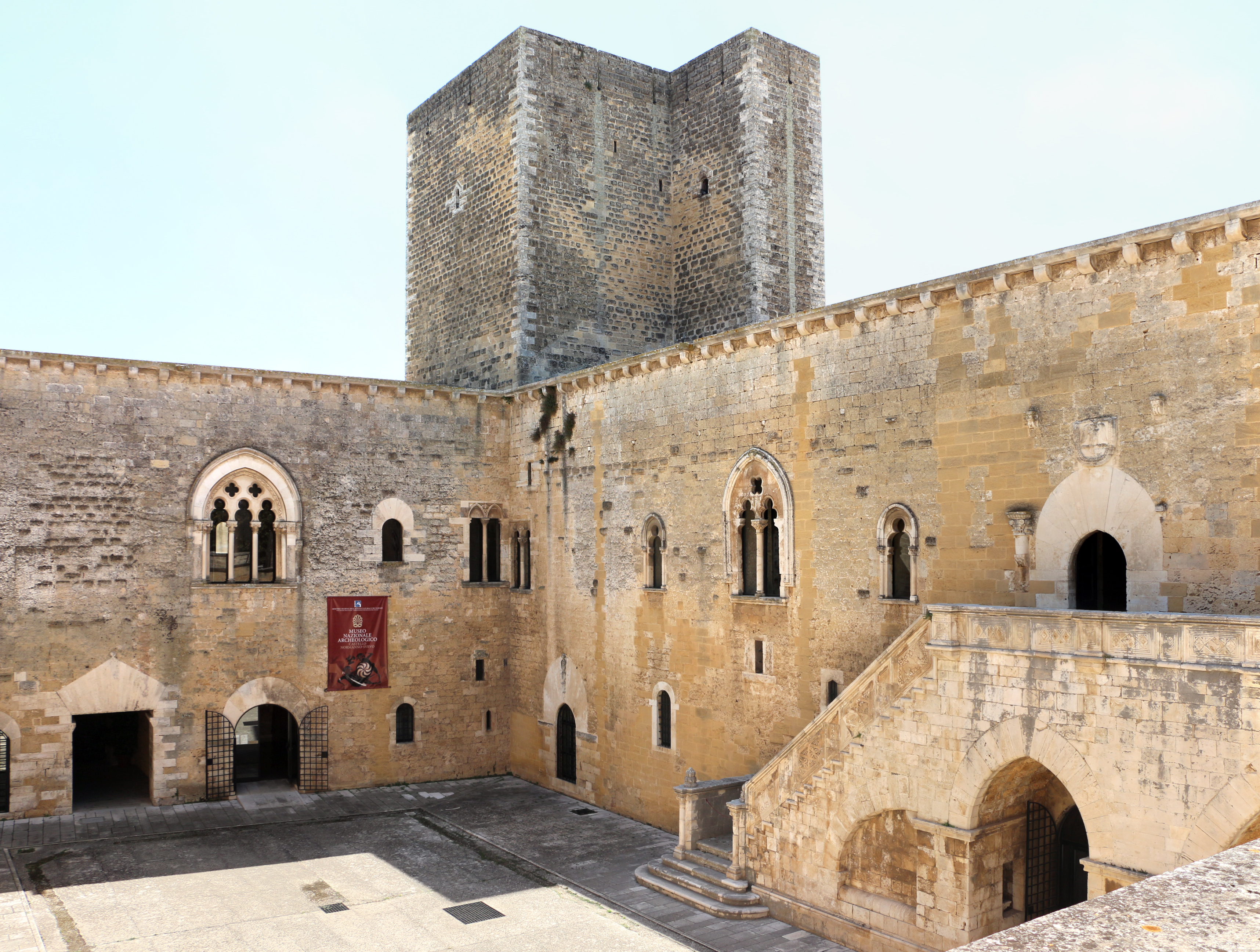
La cour intérieure

Entre les XIe et XIIe siècles, le château fut agrandi par Riccardo Siniscalco (it), de la Maison de Hauteville (Siniscalco est le titre de haut fonctionnaire royal parmi les Normands), duc des Pouilles et premier seigneur féodal du territoire de l'actuelle Gioia del Colle. Le document le plus ancien dans lequel est faite mention du Château remonte à 1108 : il semblerait donc encore antérieur à l'intervention d'expansion normande. Richard de Hauteville transforma la forteresse byzantine en une place forte féodale, en agrandissant la cour vers le sud et en l'enfermant d'un solide mur, et en construisant un donjon dans l'angle sud-ouest, appelé plus tard "Torre De' Rossi". Le roi de Sicile, Roger II, également de lignée normande, modifia partiellement la fortification, en ajoutant deux tours supplémentaires aux angles nord-est et nord-ouest, qui n'existent plus.
Le château et la ville environnante furent ensuite détruits par Guillaume Ier le Mauvais, lorsqu'il reprit le pouvoir sur la terre de Bari.

### Période souabe
La disposition actuelle est due à Frédéric II de Souabe, qui vers 1230 refonda le castrum au retour de la sixième croisade en Terre sainte, en ajoutant une tour dans l'angle sud-est, dite Torre dell'Impératrice, en surélevant les courtines dans la cour, pour créer des zones de service fermées au rez-de-chaussée (cuisine, entrepôts, écuries, écuries), des zones de représentation et d'habitation au premier étage.
Le bâtiment prend ainsi une structure à peu près quadrangulaire, avec une cour intérieure et quatre tours d'angle, typiques des châteaux de Frédéric II.
Le Château souhaité par l'Empereur faisait partie du réseau de résidences et de fortifications disséminées sur tout le territoire de l'Italie du Sud, de la Capitanata à la Sicile, destinées au contrôle militaire des régions fertiles du Royaume. En effet, pendant toute l'époque souabe, le château de Gioia del Colle fut le siège d'une garnison militaire et seules quelques pièces restèrent libres et à la disposition du souverain.

### Période angevine, aragonaise et moderne

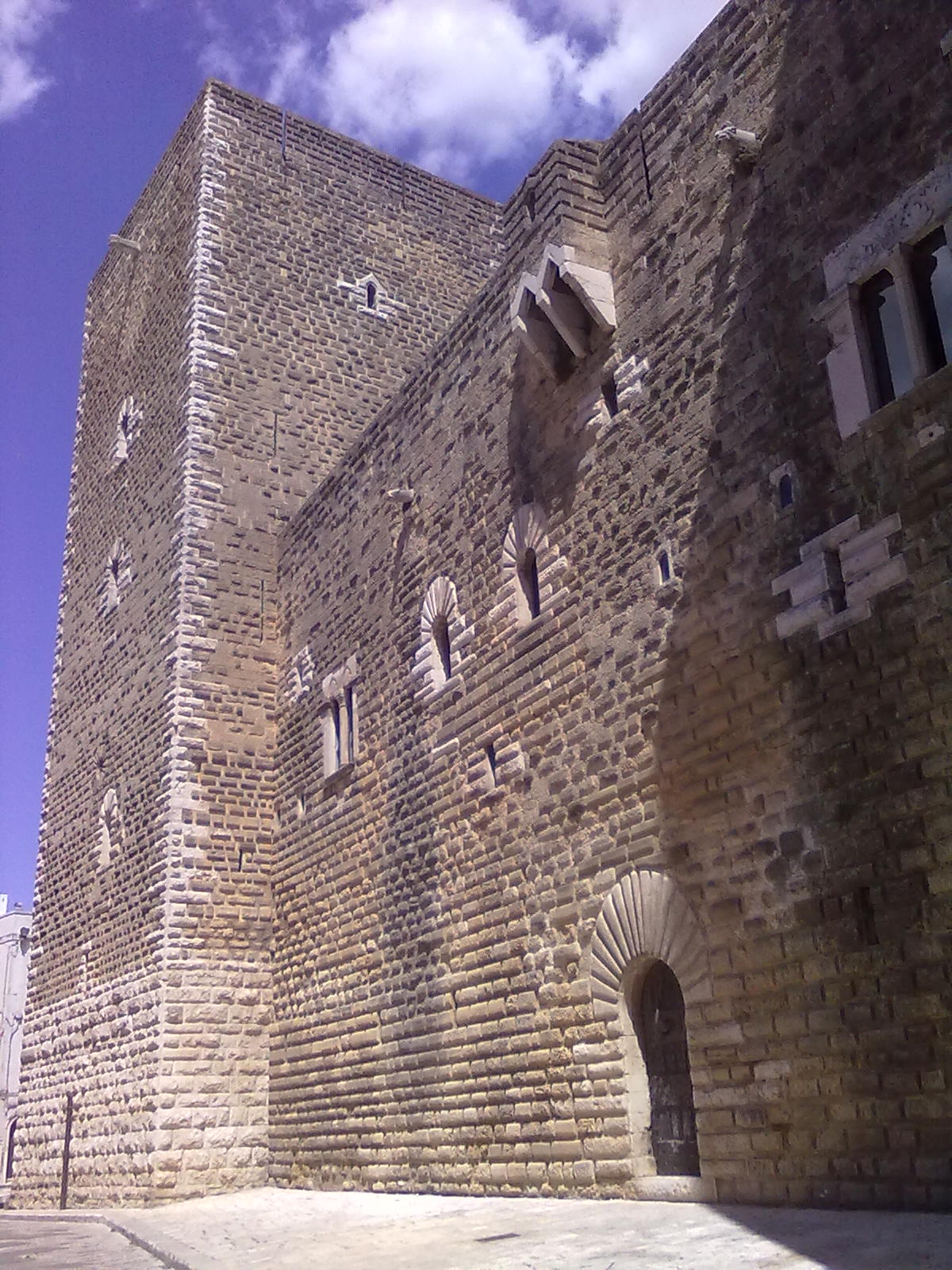
Le côté sud du château avec la deuxième entrée.

Avec la défaite de Manfred de Sicile à la bataille de Bénévent en 1266, l'hégémonie souabe sur le sud de l'Italie prit fin. Le Château de Gioia del Colle connut le même sort. Après les Souabes, elle passa sous la domination des Angevins et des Aragonais.
Après l'assassinat de Manfred, selon la légende, né à Gioia del Colle, le château devint ensuite la propriété des princes de Tarente jusqu'au XVe siècle, des comtes de Conversano (Famille Acquaviva d'Aragon) jusqu'au XVIIe siècle et des princes d'Acquaviva jusqu'au début du XIXe siècle.
Au cours de ces siècles, le château s'est progressivement transformé d'une construction militaire en un château résidentiel et s'est adapté aux nouveaux besoins d'habitation, perdant toute importance militaire et civile, tout en conservant sa disposition structurelle.
À partir du XVIIe siècle, perdant progressivement de son importance, le château entame une longue phase de dégradation et subit des défigurations, tout en conservant la structure originale contrairement aux autres châteaux des Pouilles, qui subirent diverses modifications pour s'adapter aux nouveaux besoins militaires. C'est pour cette raison que le château de Gioia del Colle constitue l'un des témoignages les plus fidèles de la période normande-souabe.

### Période contemporaine
Le château devint la propriété de Donna Maria Emanuela Caracciolo de 1806 à 1868. En 1884, il fut acheté par le chanoine Daniele Eramo, tandis qu'au début du XXe siècle il passa au marquis de Noci, Orazio De Luca Resta, qui attira l'attention sur le monument, fit faire sa restauration, et proposa plus tard sa donation à la commune de Gioia del Colle.
C'est à cette époque que remontent les premiers travaux de restauration réalisés entre 1907 et 1909 par l'architecte Angelo Pantaleo, qui visaient à récupérer l'aspect original, en réalisant toutefois des reconstructions arbitraires basées sur une image stéréotypée du Moyen Âge : parmi celles-ci, quelques les fenêtres à simple lancette, les fenêtres à double lancette et la fenêtre à triple lancette de la courtine intérieure du côté sud, ainsi que le trône et les meubles en pierre de la salle du même nom. Cependant, dans ses reconstructions, l'architecte a utilisé des matériaux de réemploi, dont certains étaient d'une valeur considérable, scrupuleusement récupérés lors de la démolition des ajouts(des structures ultérieures, remontant à des périodes de dégradation) présents dans la cour.
En 1955, le château, très délabré car maintenu dans un état d'abandon par les héritiers du marquis De Luca Resta, fut acheté par le ministère de l'Éducation et inscrit parmi les monuments nationaux italiens.
Entre 1969 et 1974, le château fut à nouveau restauré, à la suite de quelques effondrements consécutifs à l'intervention de 1907 cette fois par l'ingénieur Raffaele De Vita, qui récupéra la fonctionnalité des pièces du rez-de-chaussée, le rendant enfin visitable comme monument mais également adapté pour accueillir des activités culturelles.
Depuis 1977, le château abrite le Musée archéologique national de Gioia del Colle. En outre, pendant une courte période, le château a hébergé la bibliothèque municipale Don Vincenzo Angelillo.

## Description

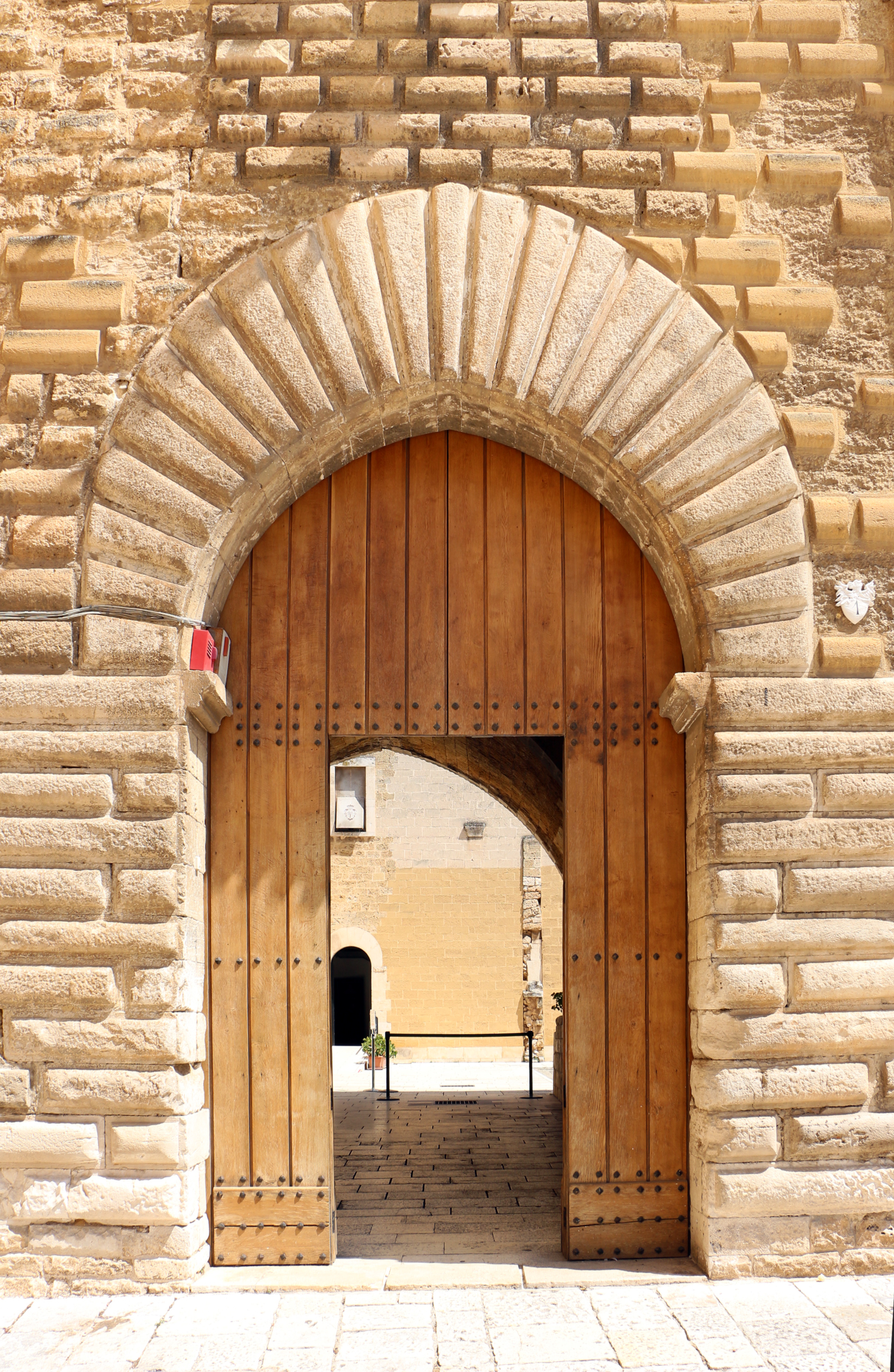
La porte principale du château, côté ouest.

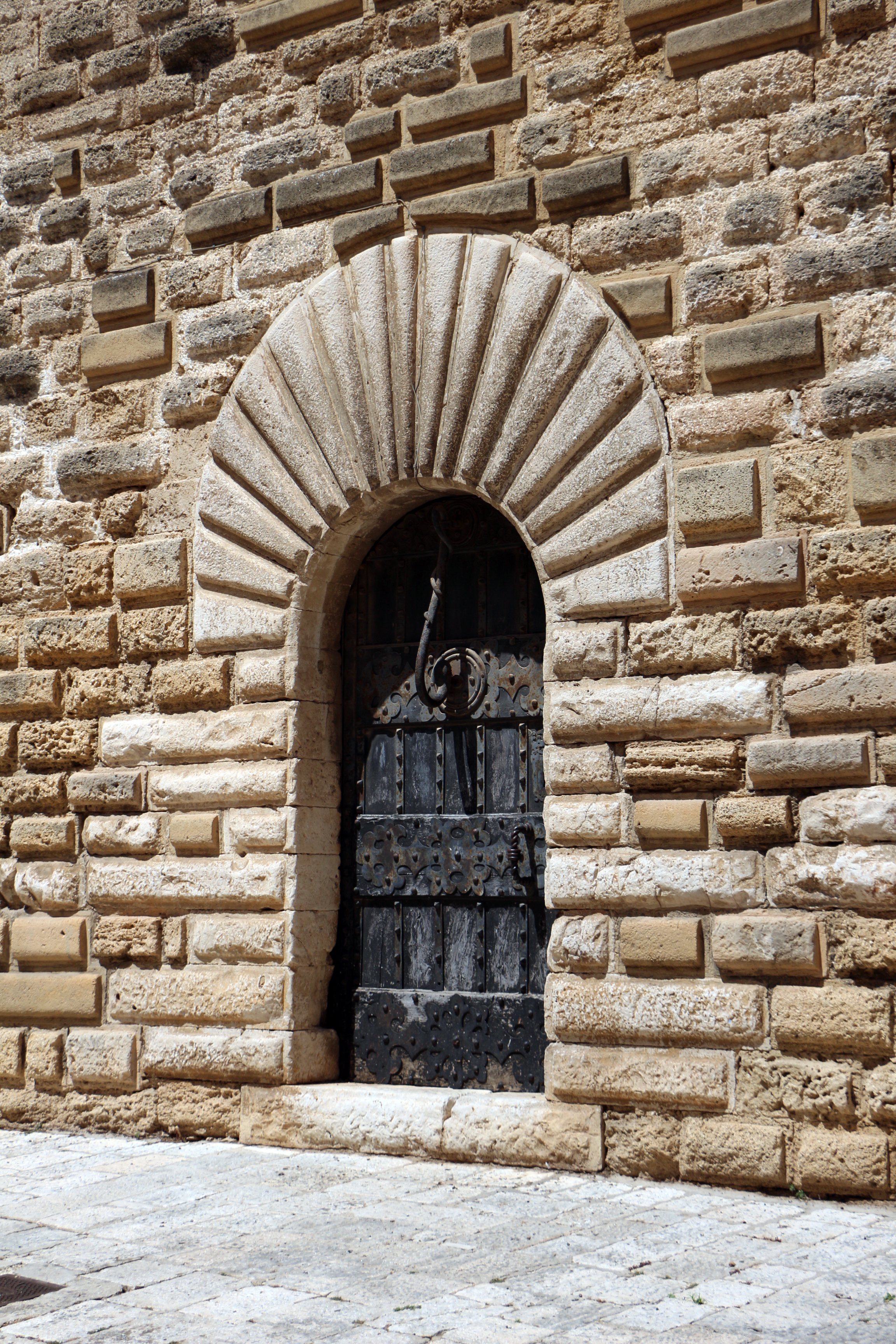
La porte sud.

Le château se compose d'une cour intérieure autour de laquelle se situent les pièces, organisées sur deux étages. Aux deux angles du côté sud se trouvent deux tours (appelées De' Rossi et dell'Imperatrice, hautes respectivement de 28 m et 24 m), sur les quatre présentes à l'origine.
L'aspect extérieur est influencé par les apports stylistiques des différents propriétaires ; Cependant, la contribution de Frédéric II de Souabe est celle qui a eu le plus grand impact sur l'aspect final. L'œuvre de Frédéric II est en effet éclectiquement riche en diverses contributions, typiques de la tendance de l'empereur à combiner des styles très différents, avec une attention particulière à l'architecture islamique. Cela se voit dans la variété des motifs artistiques à l'intérieur de la cour et des salles, inspirés des modèles arabes filtrés par les modèles croisés, auxquels s'ajoute le jeu voyant de pierres de taille qui donne une note de monumentalité à la construction normande sévère et austère. Ce procédé architectural, de valeur exclusivement décorative, est mis en valeur dans les encadrements en pierre de taille blanche aux angles des tours et dans les ouvertures extérieures d'origine sur la façade des courtines et des tours.
Le matériau de construction du château est principalement du calcaire et du carparo rouge. Le mur extérieur est composé de trois types différents de structures murales qui révèlent trois époques de construction différentes : de petites pierres de taille en pierre calcaire, sur la courtine nord et nord-est ; pierres de taille rectangulaires à canaux creux, sur la Torre dell'Imperatrice ; des pierres de taille rectangulaires légèrement saillantes et aplaties et très usées par le temps, sur tout le reste de la construction. En particulier, le carparo rouge a été utilisé pour créer les courtines et la partie supérieure des tours ; jusqu'à 4,5 m de haut, sur ces dernières en effet, des pierres de taille calcaires très légères ont été utilisées, ainsi qu'aux angles des tours et dans l'encadrement des portails, des fenêtres et de certaines embrasures.
De nombreuses fenêtres à simple lancette, des fenêtres à double lancette, une fenêtre à triple lancette (cette dernière datant de la restauration du Pantaleo en 1907) et des fentes ouvertes de manière désordonnée sur les courtines et les tours, confirment les différentes phases de construction.
La courtine d'environ 12 m de haut sont répartis sur deux étages ; celles du bas présentent de nombreuses fentes étroites, celles du haut plusieurs fenêtres de formes diverses.

### Les entrées
Les entrées sont diverses : la principale est constituée d'un grand portail situé du côté ouest, une seconde n'est guère plus qu'une porte du côté sud. Tous deux sont surmontés d'une couronne radiale en pierre de taille. Des mâchicoulis à deux tonneaux surplombent les entrées.
Une troisième entrée a été découverte à travers la courtine nord.

### La cour

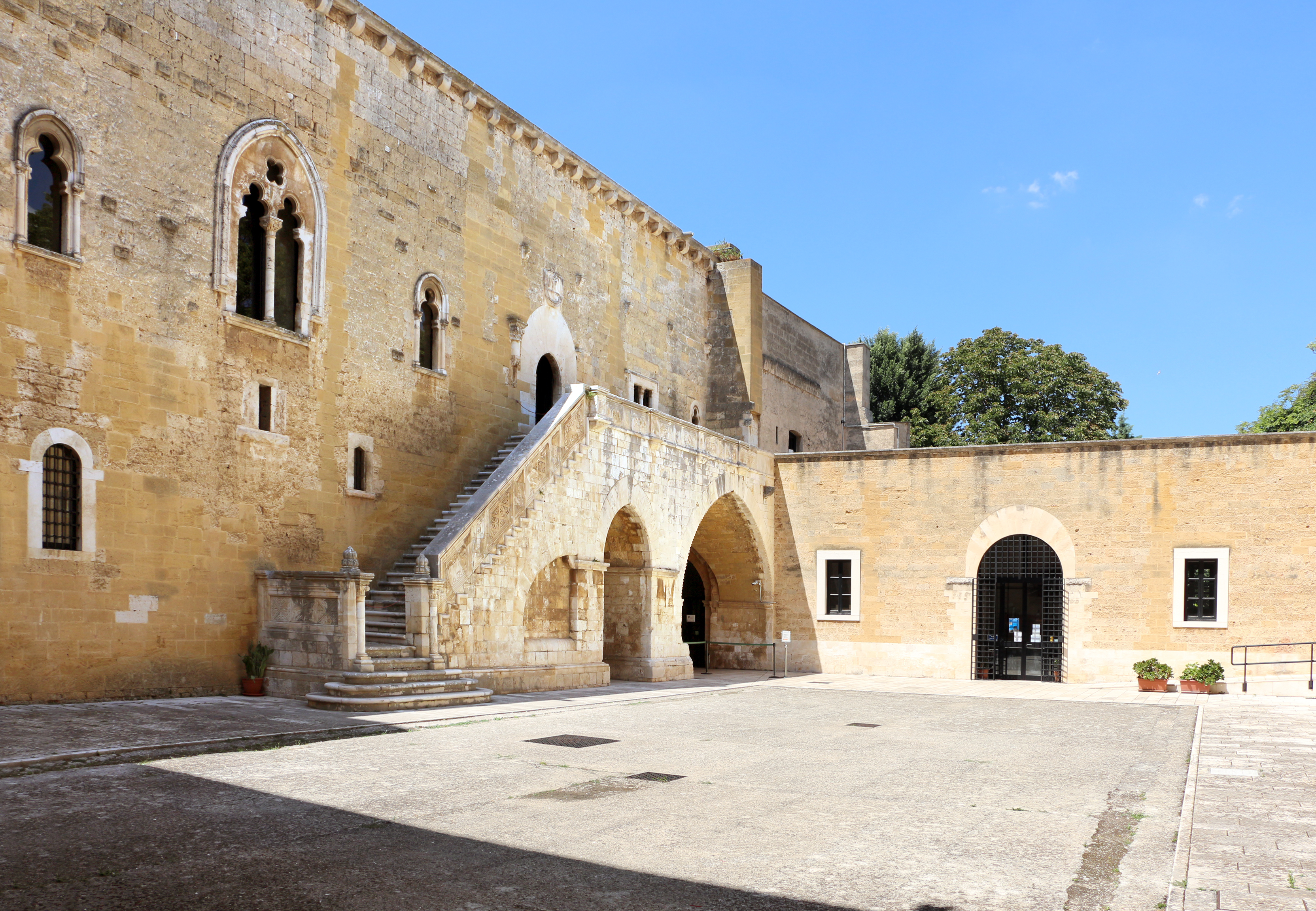
La cour intérieure.

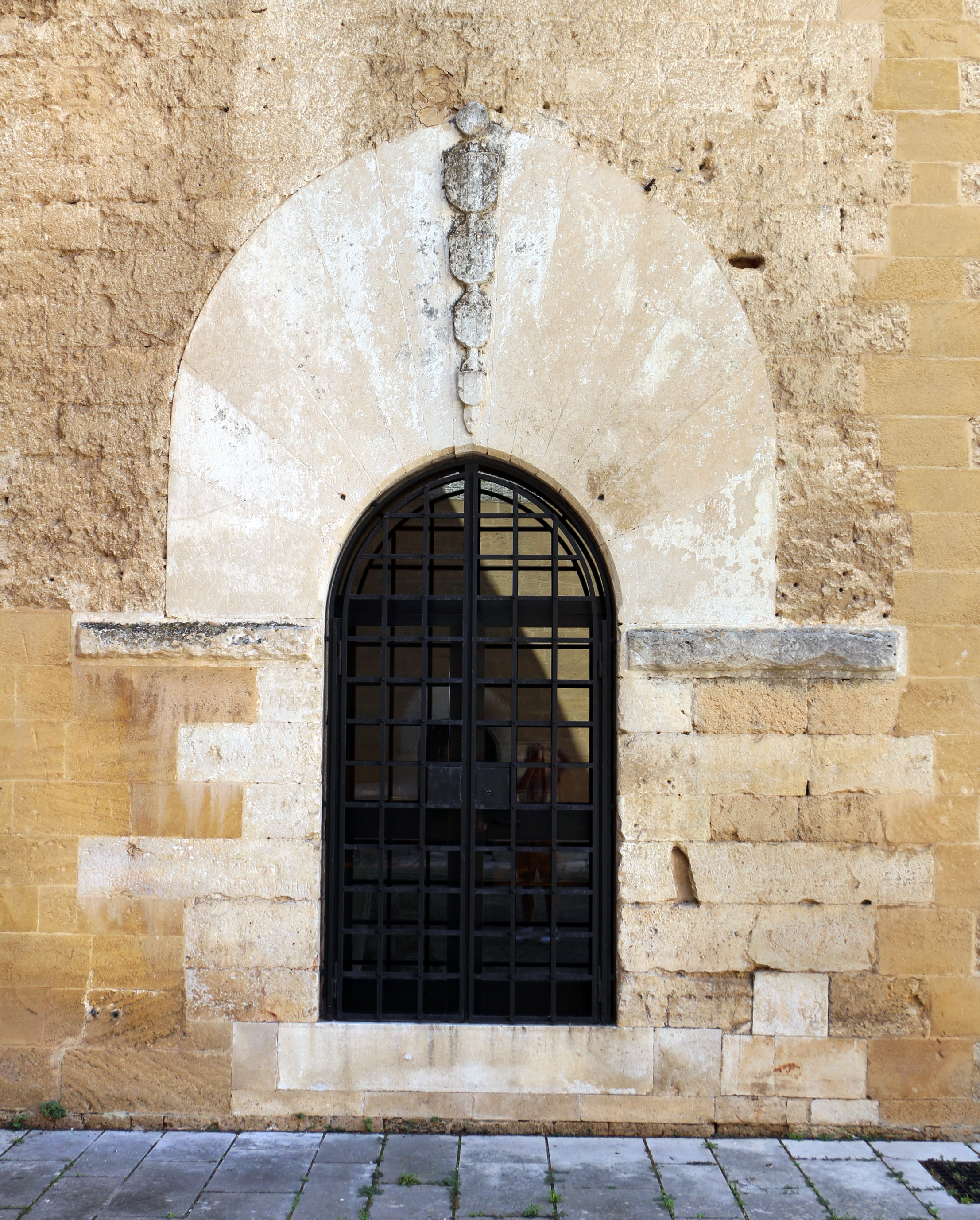
Un portail dans la cour intérieure.

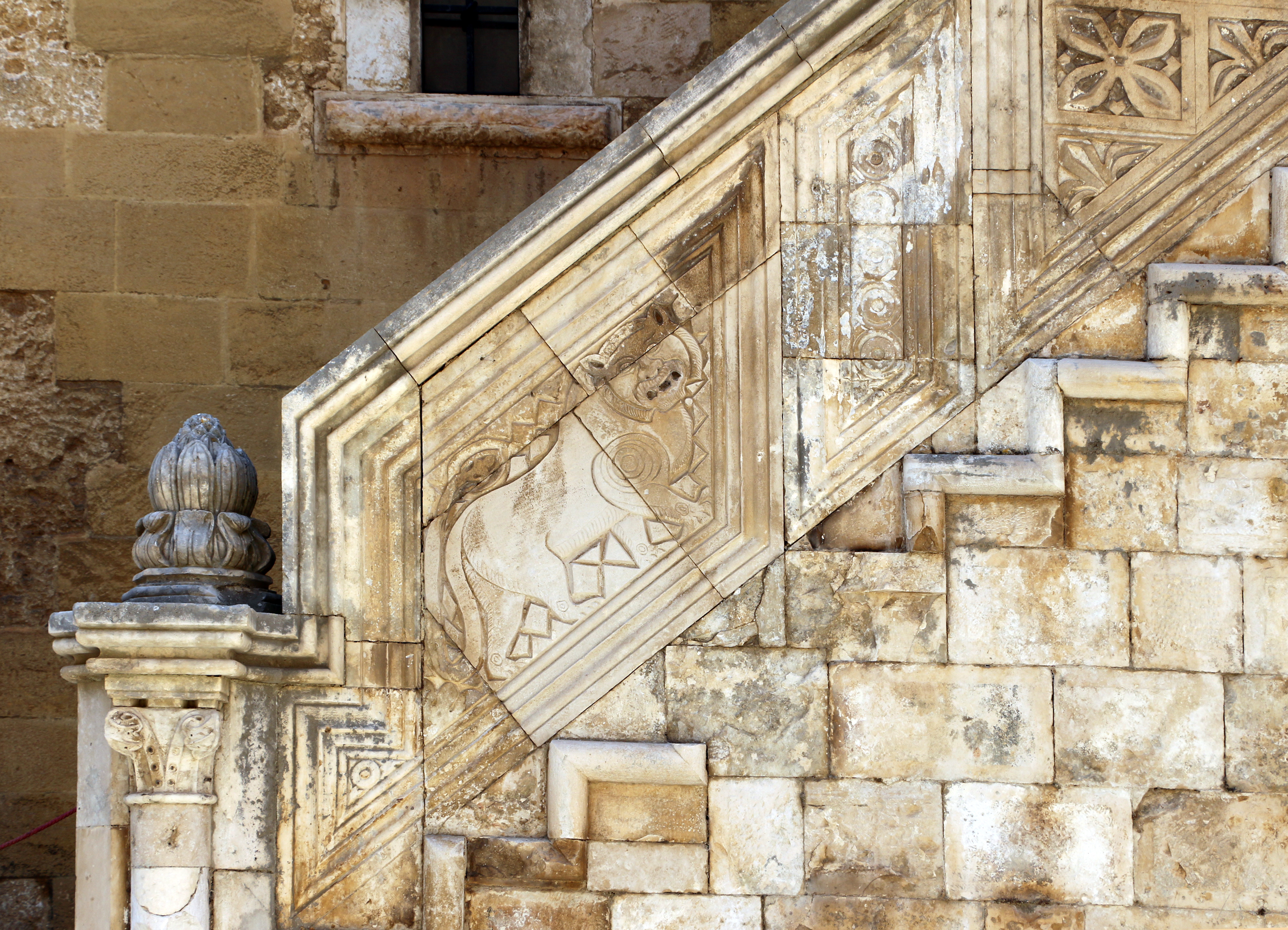
Escalier dans la cour intérieure.

Depuis la porte principale, avec son arc en ogive, on entre dans la cour trapézoïdale, où se trouvent l'escalier menant à l'étage supérieur ainsi que les différentes pièces du rez-de-chaussée. L'escalier présente des bas-reliefs représentant des animaux et des scènes de chasse.
Au centre de la cour se trouve une citerne pour recueillir l’eau de pluie. Les courtines intérieures des côtés nord et est de la cour ont été reconstruites.

### Musée archéologique

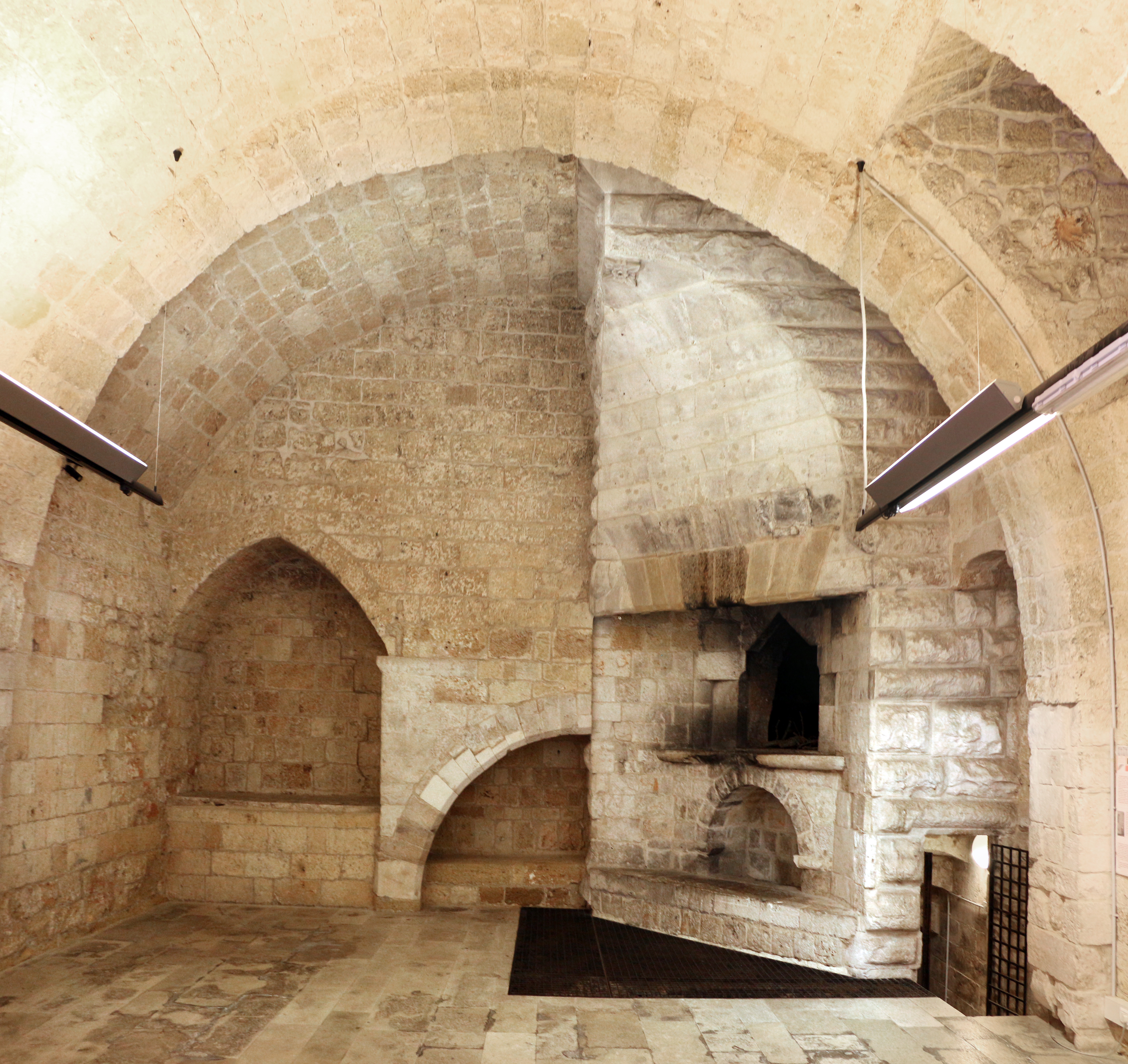
Le four monumental au pied de la Tour de l'Impératrice, avec accès à la prison.

Depuis la cour, on accède aux pièces du rez-de-chaussée destinées autrefois aux écuries, aux domestiques et aux hommes d'armes, ainsi qu'au stockage des céréales et des provisions.
Ces dernières salles présentent les expositions du Musée archéologique national de Gioia del Colle, qui rassemble les découvertes des fouilles archéologiques réalisées dans l'actuel Parc archéologique du Mont Sannace.

### La salle des fourneaux et la prison
Du côté sud de la cour se trouve l'accès à la Salle du four, d'où l'on descend dans un petit sous-sol, utilisé autrefois comme prison, sur un mur duquel sont sculptées deux rondeurs qui, selon la légende, reproduisent les seins de Bianca Lancia, amante de Frédéric II de Souabe.
Selon la même légende, l'Impératrice aurait donné naissance à Manfred, issu de sa relation avec Frédéric II de Souabe, dans la prison du Château.
Cet environnement est situé au pied de la Torre dell'Imperatrice.

### La salle du trône
De l'escalier monumental de la cour, on monte au premier étage, où se trouvent d'autres pièces, à commencer par la Salle du Trône. Au pied de celui-ci se trouve un trône en pierre, construit lors de la restauration de 1907, avec des fragments sculpturaux récupérés dans le château à la suite des démolitions. Une frise en bas-relief constituée d'une série de faucons disposés de profil par paires et interrompus par des croix décore le dossier du trône.
Un arc au fond de la salle servait à diviser idéalement la salle en deux secteurs, l'un destiné à l'Empereur, l'autre aux sujets et dignitaires reçus en audience.
Le toit en bois d'origine, reconstruit par Pantaleo, s'est effondré dans les années 1930 et lors de la dernière restauration, il a été remplacé par une structure métallique, tandis que le sol était recouvert d'éléments en bois.
Dans la pièce se trouvent une cheminée et divers sièges en pierre, datant également de la restauration du Pantaleo.

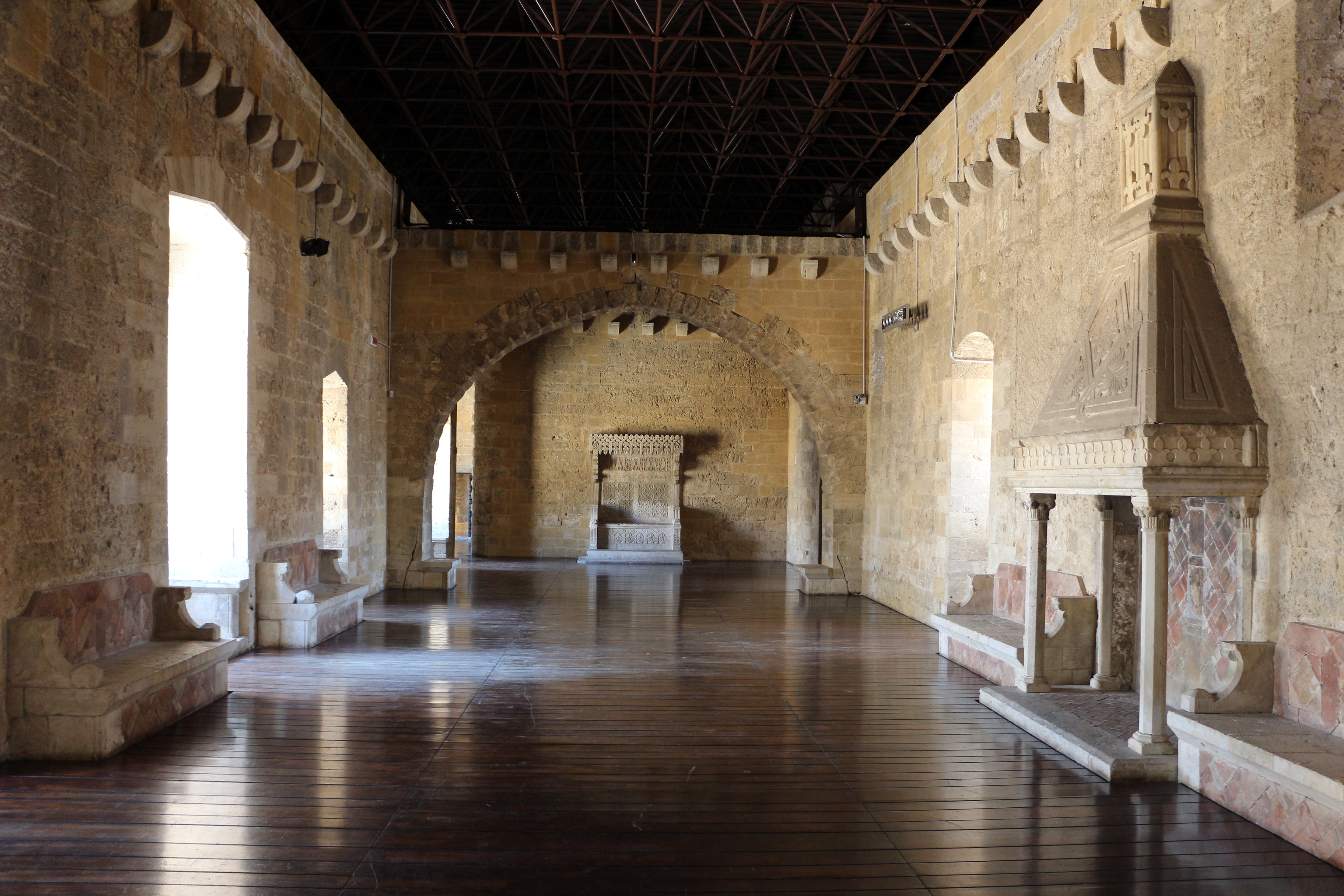
La salle du trône.
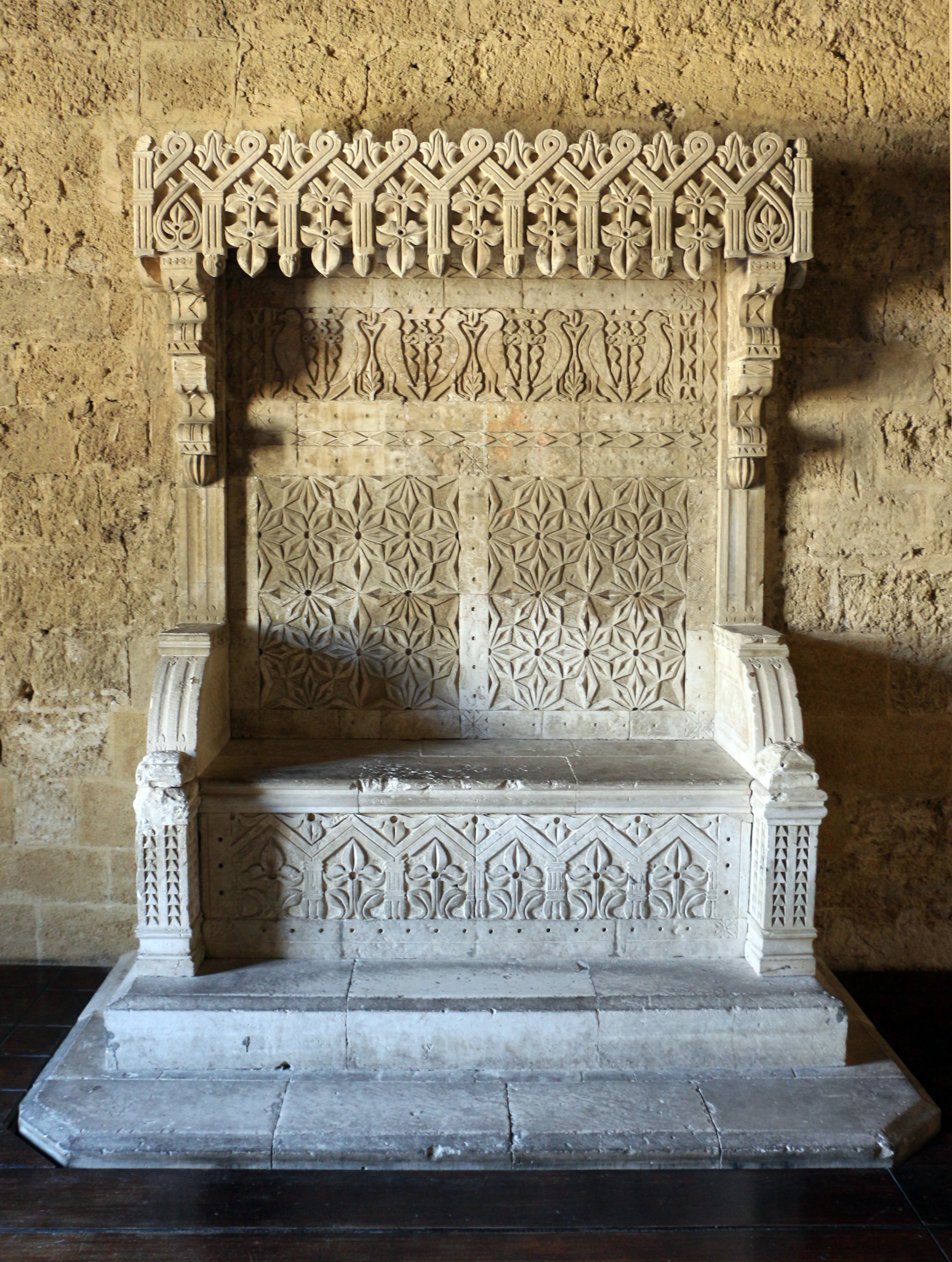
Le trône.
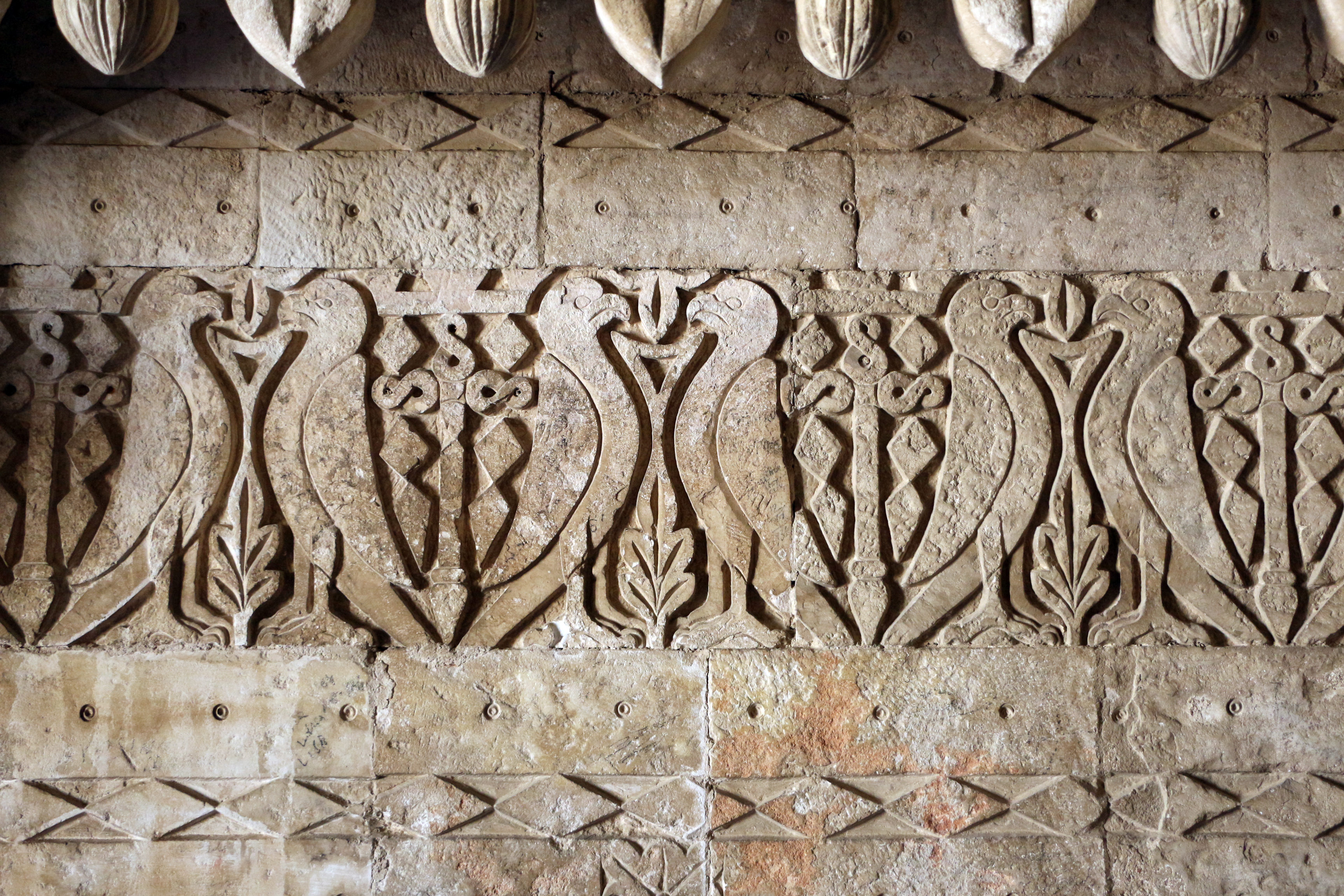
La frise au dos du trône.
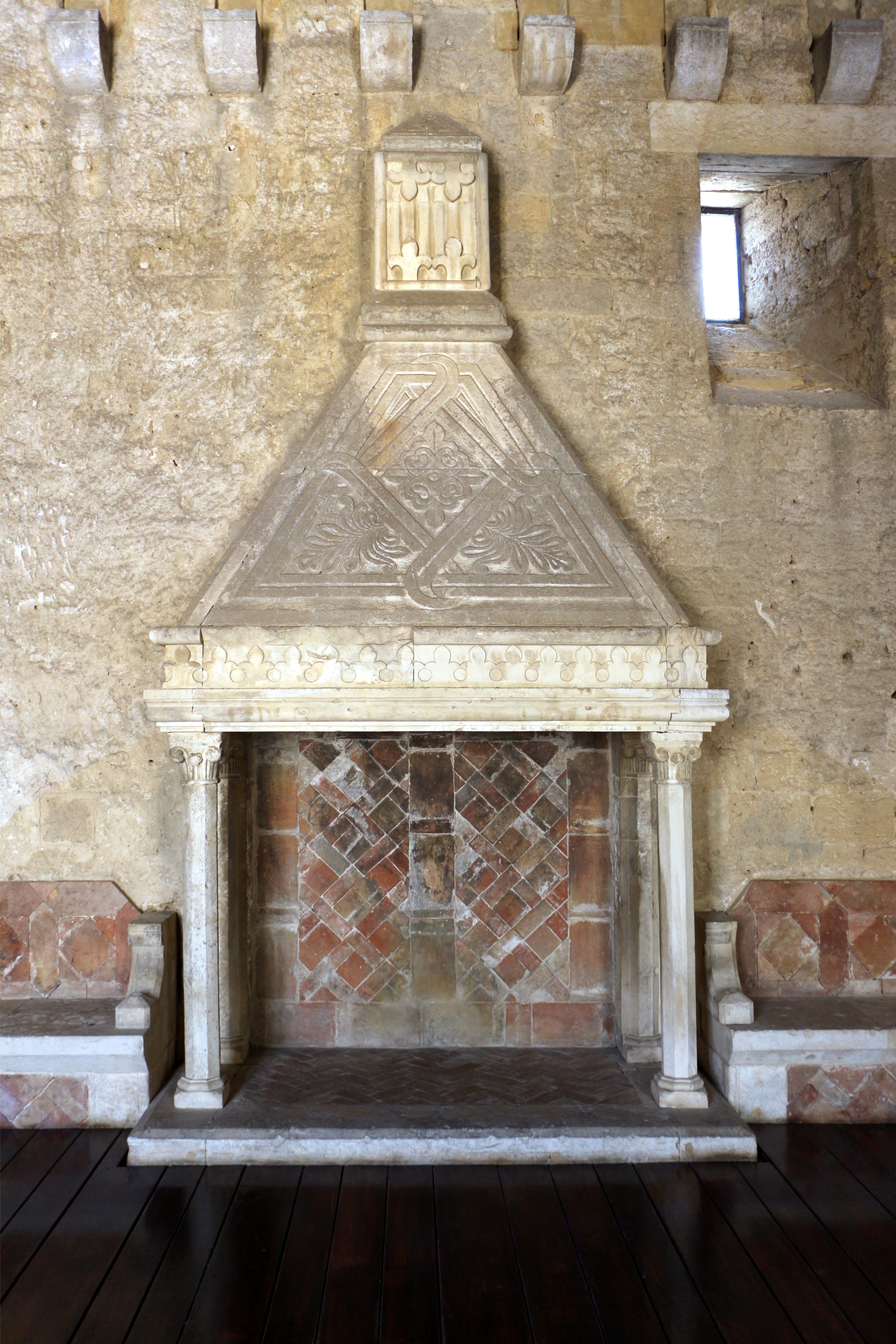
La cheminée à l'intérieur de la salle du trône.

### La salle du gynécée

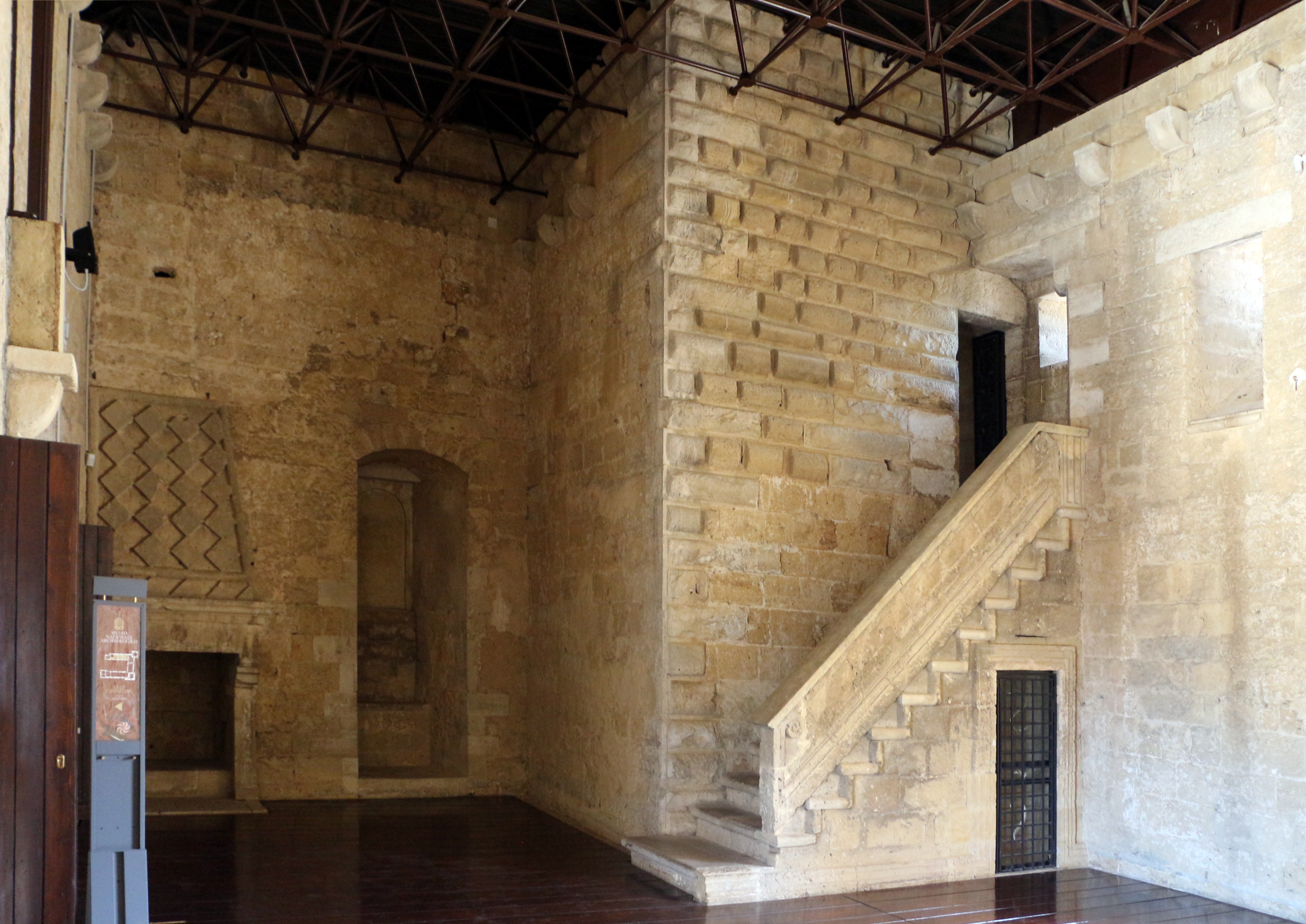
La salle du gynécée.

De la salle du trône, vous entrez dans la salle de la cheminée, ainsi appelée en raison de la présence d'une cheminée Renaissance.
La pièce, éclairée par une fenêtre à trois lancettes, reconstruite par Pantaleo à la place d'une grande fenêtre originale, servait probablement de salle à manger de la cour. Une porte, surmontée d'armoiries héraldiques, mène à la salle du gynécée, probablement destinée à la reine et aux courtisanes, qui y passaient la majeure partie de la journée ; cependant, une deuxième porte mène à la Torre de' Rossi.

### Torre De' Rossi

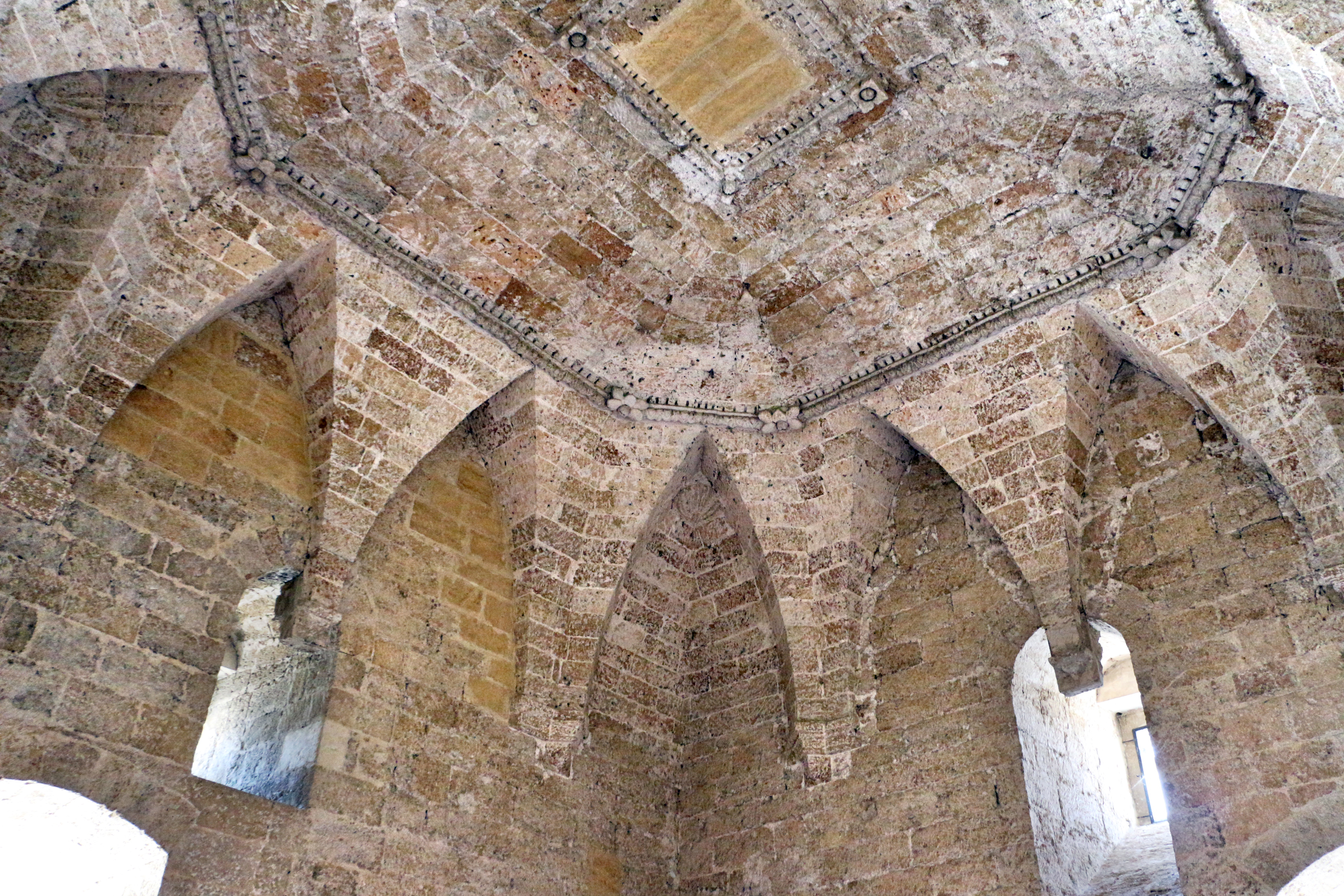
Voûte intérieure de la Torre de' Rossi.

La tour est le donjon construit à l'époque normande puis intégré à la structure de Frédéric II. Le nom De' Rossi vient d'une noble famille toscane, qui y séjournait lorsqu'elle venait à Gioia del Colle pour rendre hommage à l'empereur.
Une porte côté ouest mène à des escaliers intérieurs menant aux étages supérieurs de la tour puis à la terrasse.
La voûte qui recouvre la salle est composée de douze arcs brisés suspendus, réunis par une fine charpente carrée à motifs phytomorphes ; aux quatre coins, dans les espaces des arcs, se trouvent quatre éléments décoratifs en coque. Elle a probablement été construite au XVIe siècle.

### La légende de Federico II et Bianca Lancia

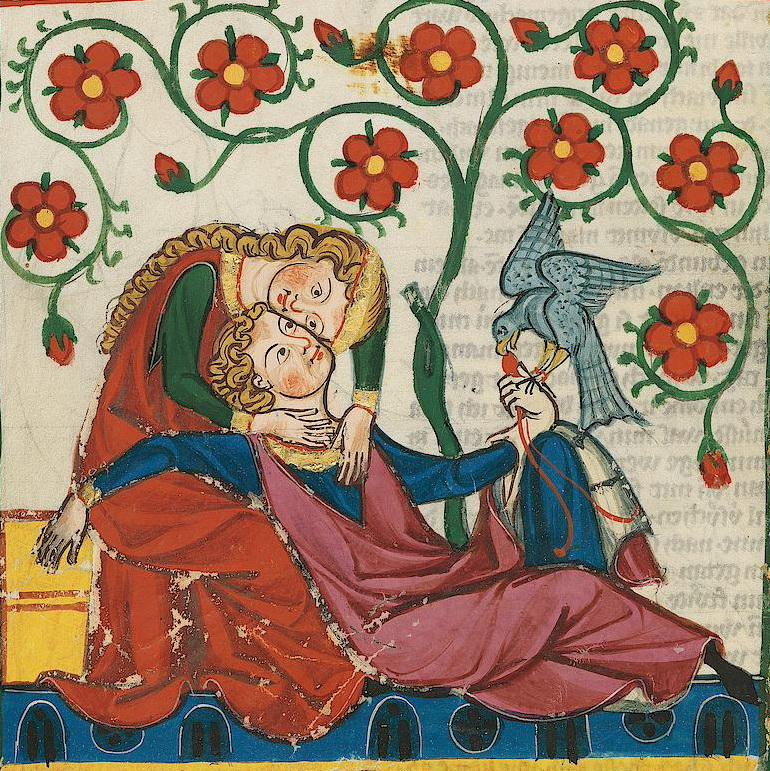
Bianca Lancia et Federico II, dans le Codex Manesse.

Frédéric II et Bianca Lancia d'Agliano se sont rencontrés en 1225, quelques mois après le mariage malheureux de l'empereur avec Yolande de Brienne, et ils ont eu une relation clandestine dont sont nés
de laquelle sont nés leurs enfants Anne de Sicile, Manfred de Sicile et même Violante di Svevia (it).
Selon la légende transmise par le Père Bonaventura da Lama (it) et reprise par l'historien Pantaleo, pendant la grossesse de Manfred, Bianca Lancia fut emprisonnée dans les cachots du château de Gioia pour acte d'adultère, ou par jalousie du partie de Frédéric II. Frédéric aurait enfermé Bianca dans une tour du château de Gioia del Colle par jalousie. La princesse ne pouvait pas supporter l'humiliation. Accablée par la douleur, elle se coupa les seins et les envoya à l'Empereur sur un plateau avec le bébé. Après cela, conclut le chroniqueur, "il est passé à une autre vie". On dit que son corps a été enterré dans la prison, mais aucune tombe n'a jamais été retrouvée. Cependant, deux rondeurs en forme de sein sont visibles, taillées dans un bloc de pierre le long du mur intérieur orienté à l'est .
Cependant, selon l'histoire, en 1246, Frédéric s'arrêta au château de Gioia en provenance de Foggia, où il trouva son amante en grande souffrance. Celle-ci lui demanda de légitimer les trois enfants qu'ils avaient issus de leur relation et Federico, entre-temps veuf de sa troisième épouse Isabelle , la rejoignit dans un mariage régulier lui permettant d'être impératrice pendant quelques jours. Cependant, selon la Chronique de Fra' Salimbene de Parme, le mariage eut lieu en 1250, peu avant la mort de l'empereur.
D'autres sources indiquent le château de Monte Sant'Angelo comme lieu de la relation clandestine entre Frédéric II et Bianca Lancia.

### Torre dell'Imperatrice

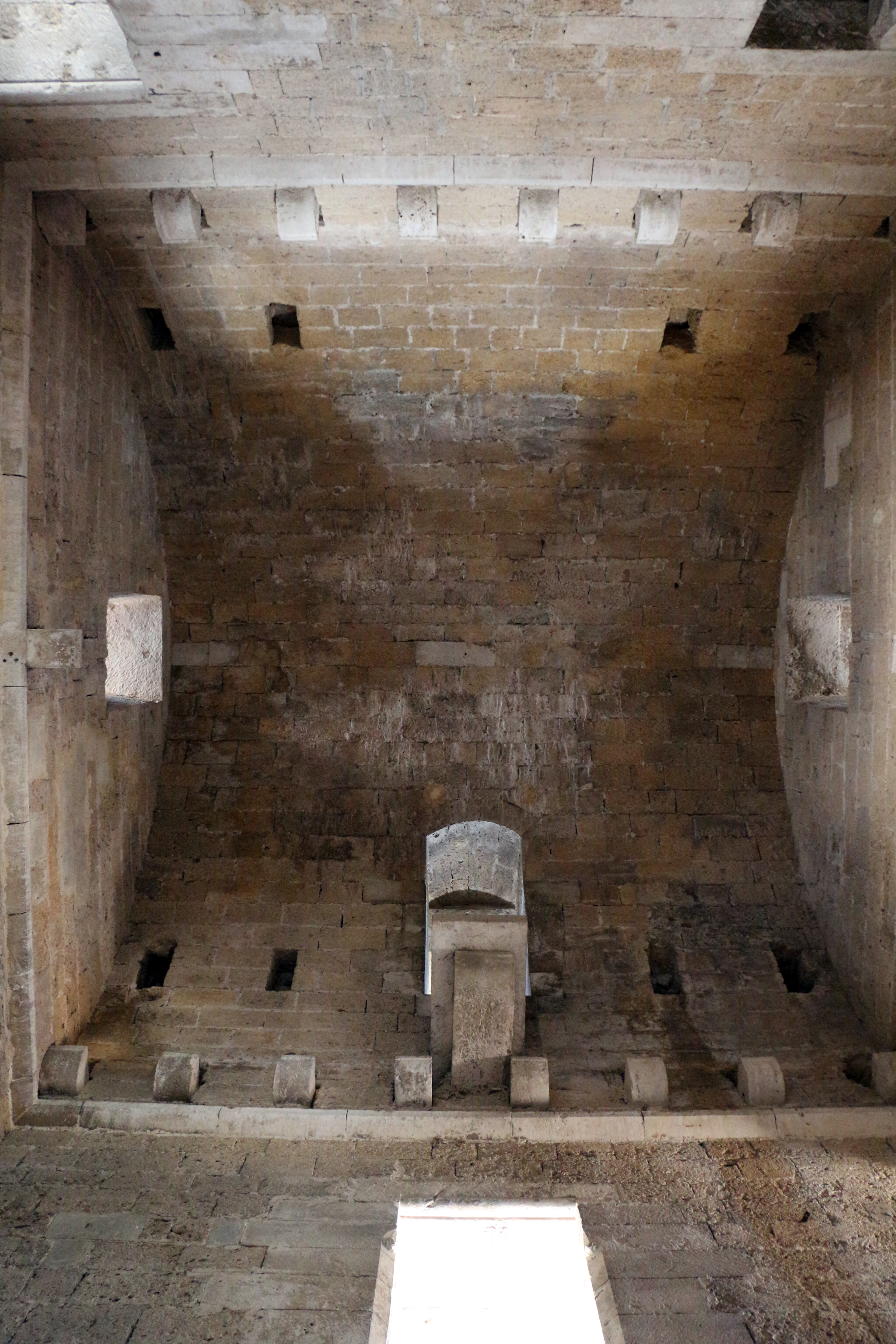
Intérieur de la Tour de l'Impératrice.

Depuis la salle du Gynécée, un escalier mène à ce qui était probablement la chambre des régents du château, à l'intérieur de la soi-disant tour de l'impératrice, située dans l'angle sud-est du château. La tour date de l'époque souabe et a été construite en utilisant largement le calcaire local très léger. Le nom de la tour fait référence à Bianca Lancia, amante de Frédéric II et mère de Manfred, née selon la légende dans les cachots du château, où l'impératrice fut enfermée pour trahison.
Les chambres de la tour étaient réservées à la famille. Les toilettes situées dans un petit local du côté nord de la pièce, équipées d'une sortie vers l'extérieur, étaient prévues à cet effet. La tour était composée de trois étages, dont il ne reste que les consoles, sur lesquelles reposaient les poutres des planchers en bois, qui se sont effondrées mais n'ont pas été reconstruites. Les étages supérieurs étaient accessibles via des échelles en bois. Du dernier étage, on accédait à la plate-forme extérieure, par un escalier à vis en pierre, reposant sur une dalle dépassant du mur.

## Le château comme lieu de tournage
En 1964, Pier Paolo Pasolini choisit le château pour tourner quelques séquences du film L'Évangile selon saint Matthieu : le palais d'Hérode et la danse de Salomé, qui se déroulèrent dans la salle du trône ; Salutation d'Hérode aux Rois Mages au pied de l'escalier monumental de la cour.
À l'été 2014, le Château de Gioia del Colle a été choisi comme lieu prestigieux pour le tournage de deux autres films, à caractère historico-littéraire : Francesco, sur le Saint François d'Assise, de la réalisatrice Liliana Cavani, qui dans la salle du Trône se déroule le célèbre épisode de la rencontre de saint François avec le sultan et dans la tour de l'Impératrice de courtes séquences relatives à la maladie de François ; les scènes d'intérieur du film Il racconto dei racconti du réalisateur Matteo Garrone, inspiré de l'œuvre du XVIIe siècle Lo cunto de li cunti de Giambattista Basile.